# Morpho rhetenor
A Morpho rhetenor a rovarok (Insecta) osztályának lepkék (Lepidoptera) rendjébe, ezen belül a tarkalepkefélék (Nymphalidae) családjába tartozó faj.

## Előfordulása
A Morpho rhetenor előfordulási területe a következő országokat foglalja magába: Suriname, Francia Guyana, Brazília, Peru, Ecuador, Kolumbia és Venezuela.

## Alfajai
- Morpho rhetenor rhetenor
- Morpho rhetenor cacica (Staudinger, 1876)
- Morpho rhetenor helena (Staudinger, 1890) - a biológusok egy része önálló fajnak tekinti, Morpho helena névvel

## Megjelenése
A fej, tor és potroh háti része sötét, a hasi része világosabb. A szárnyak felül fémes kékek, szélük feketésen övezett; alul pedig sárgásbarnásak. A sárga és a különböző barna árnyalatok mozaikszerű mintákat alkotnak a szárnyak alsó felén. A nőstény nagyobb, mint a hím.

## Életmódja
A hernyó pálmafélékkel (Arecaceae) és a Macrolobium bifolium nevű lepényfaformával táplálkozik.

### Fordítás
Ez a szócikk részben vagy egészben  a   Morpho rhetenor című angol Wikipédia-szócikk ezen változatának fordításán alapul.  Az eredeti cikk szerkesztőit annak laptörténete sorolja fel. Ez a jelzés csupán a megfogalmazás eredetét és a szerzői jogokat jelzi, nem szolgál a cikkben szereplő információk forrásmegjelöléseként.